# ウォルト・ロストウ
ウォルト・ホイットマン・ロストウ（英語: Walt Whitman Rostow、1916年10月7日 - 2003年2月13日）は、アメリカ合衆国の経済学者。W・W・ロストウと呼ばれることも少なくない。

## 人物
独自の経済発展段階説を組み立てた。その中の用語である「テイク・オフ（離陸）」は広く知られ、経済史の議論にも一時期影響を及ぼした（経済成長史学と呼ばれることもある）。ベスト・アンド・ブライテストの一人であり、アイゼンハワー・ケネディ・ジョンソン政権の政策決定に深く関与し、イスラエルの核開発計画にも絡むなど「アメリカのラスプーチン」と呼ばれた。
法学者でイェール大学教授・政治問題担当国務次官を務めたユージン・ロストウは兄。
1961年に韓国経済に関して提出した報告書では、「韓国経済が数百年にわたって引きずってきた固執的で東洋的な問題のため、絶望的な状態にある」と結論付け、韓国政界の分裂と不正は矯正できない風土病のようなものであり、独自路線による工業化の追求など話にもならないとしていたが、それから30年後に韓国を訪問した際に自分の間違いを認めたうえで、「いったいこの民族に自分も知らないどのような文明的な底力があったのか」と質問した。

## 略歴
- 1916年 ニューヨーク市のロシア系ユダヤ人の家庭に生まれる。名前はウォルト・ホイットマンに由来する。
- 1936年 飛び級を重ね、イェール大学を最年少で卒業する。この頃は共産主義者で有名だった[4]。
- 1938年 ローズ奨学生を得てオックスフォード大学のベリオル・カレッジに進み、MAを取る。
- 1939年 イェール大学大学院より博士号を取得。
- 1940年代 第二次世界大戦中、OSSでドイツ空爆の作戦に加わる。
- 1950年 マサチューセッツ工科大学の経済史の教授となる。
- 1954年 ドワイト・アイゼンハワーの経済外交政策顧問兼スピーチライターとして自由市場資本主義をアジアに広げる構想を推進した[5][6]。
- 1960年 ジョン・F・ケネディの選挙スタッフに加わる。
- 1961年 ケネディ政権の成立後はハーバード大学を去り、国防総省で短期間国家安全保障担当大統領次席特別補佐官（マクジョージ・バンディ特別補佐官の次席）、国務省参事官を務める。
- 1961年 - 1966年 国務省政策企画本部長を務めた。
- 1964年 - 1966年 進歩のための同盟の米国委員会の米国委員であった（大使の肩書をもつ）。
- 1966年 - 1969年 ジョンソン大統領のもとで国家安全保障担当大統領特別補佐官を務める（在任中、ロストウは自らの主張するテイク・オフ理論を実証するためにも南ベトナムの国家建設とベトナム戦争を強硬に推進することとなった。また、沖縄返還については、佐藤栄作首相の密使であった若泉敬のカウンターパートとしてその折衝に当たった）。
- 1969年 ベトナム戦争終結。政府の任務から退く。
- 1969年 テキサス大学オースティン校で教鞭をとった。
- 2003年 87歳で死去。

## 業績
- 代表作に『経済成長の過程』[7]（1955年、第2版1960年）と『経済成長の諸段階』（1960年、第2版1971年）がある。ロストウは、現在の資本-産出比率が与えられれば貯蓄率は次第に上昇し、「離陸」できる水準に達すると主張した。例えば、イギリスは1780年代に離陸に達し、アメリカ合衆国は1820年代、フランスとドイツは1850年代か1860年代に達したと考えた。
- また、ロストウはイギリス経済史の研究に力を入れていた。例えば、『19世紀のイギリス経済』（1948年）、共著『イギリス経済の成長と波動』（1953年）、『イギリスの貿易変動』（1981年）等がある。
- ベトナム戦争の際には「一人のゲリラに対し、平均して10人程度の政府軍兵士が必要だが、それを満たそうとすると農村からの強制的な徴兵を引き起こし、結果的に政府側の経済が悪化する」といった言葉を残しており、対ゲリラ戦の遂行の難しさを認識していたことが窺える。

## 著書

### 単著
- The American Diplomatic Revolution: An Inaugural Lecture Delivered before the University of Oxford on 12 November 1946, (Clarendon Press, 1946).
- British Economy of the Nineteerth Century, (Clarendon Press, 1948).
- The Process of Economic Growth, (Norton, 1952).

W.W.ロストウ、酒井正三郎、北川一雄『経済成長の過程』東洋経済新報社、1955年。 NCID BN05129688。
- The United States in the World Arena: An Essay in Recent History, (Harper & Row, 1960).
- The Stages of Economic Growth: A Non-Communist Manifesto, (Cambridge University Press, 1960).

木村健康・久保まち子・村上泰亮訳『経済成長の諸段階――1つの非共産主義宣言』（ダイヤモンド社, 1961年）
- View from the Seventh Floor, (Harper & Row, 1964).

寺沢一訳『7階からの観察――アメリカの世界戦略』（ダイヤモンド社, 1965年）
- Politics and the Stages of Growth, (Cambridge University Press, 1971).

高坂正堯・山野博史・戸部良一訳『政治と成長の諸段階（上・下）』（ダイヤモンド社, 1975年）
- The Diffusion of Power: An Essay in Recent History, (Macmillan, 1972).
- How It All Began: Origins of the Modern Economy, (McGraw-Hill, 1975).
- Getting from Here to There, (McGraw-Hill, 1978).

坂本二郎・足立文彦訳『21世紀への出発――ケインズ経済学を超えて』（ダイヤモンド社, 1980年）
- The World Economy: History & Prospect, (Macmillan, 1978).

坂本二郎訳『大転換の時代――世界経済21世紀への展望（上・下）』（ダイヤモンド社, 1982年）
- Why the Poor Get Richer and the Rich Slow Down: Essays in the Marshallian Long Period, (University of Texas Press, 1980).
- British Trade Fluctuations, 1868-1896: A Chronicle and a Commentary, (Arno Press, 1981).
- Pre-Invasion Bombing Strategy: General Eisenhower's Decision of March 25, 1944, (University of Texas Press, 1981).
- The Division of Europe after World War II, 1946, (University of Texas Press, 1981).
- Europe after Stalin: Eisenhower's Three Decisions of March 11, 1953, (University of Texas Press, 1982).
- Open Skies: Eisenhower's Proposal of July 21, 1955, (University of Texas Press, 1982).
- The Barbaric Counter-Revolution: Cause and Cure, (University of Texas Press, 1983).

坂本二郎・安楽威訳『アメリカ経済の復活――来るべきブームへの処方箋』（ダイヤモンド社, 1983年）
- Eisenhower, Kennedy, and Foreign Aid, (University of Texas Press, 1985).
- The United States and the Regional Organization of Asia and the Pacific, 1965-1985, (University of Texas Press, 1986).
- Rich Countries and Poor Countries: Reflections on the Past, Lessons for the Future, (Westview Press, 1987).
- Essays on a Half-Century: Ideas, Policies, and Action, (Westview Press, 1988).
- History, Policy, and Economic Theory: Essays in Interaction, (Westview Press, 1990).
- Theorists of Economic Growth from David Hume to the Present: with a Perspective on the Next Century, (Oxford University Press, 1990).
- The Great Population Spike and After: Reflections on the 21st Century, (Oxford University Press, 1998).
- Concept and Controversy: Sixty Years of Taking Ideas to Market, (University of Texas Press, 2003).

### 共著
- The Dynamics of Soviet Society, with Alfred Levin, (Secker & Warburg, 1953).

小野武雄訳『近代ソ連社会史』（国際文化研究所, 1955年）
- The Growth and Fluctuation of the British Economy, 1970-1850: An Historical, statistical, and Theoretical Study of Britain's Economic Development, 2 vols., with Arthur D. Gayer and Anna Jacobson Schwartz, (Clarendon Press, 1953).
- The Prospects for Communist China, with R. W. Hatch, F. A. Kierman, Jr., and A. Eckstein, (Chapman & Hall, 1954).

植田捷雄監訳『中共の将来』（一橋書房, 1956年）
- An American Policy in Asia, with Richard W. Hatch, (John Wiley & Sons, 1955).
- A Proposal: Key to An Effective Foreign Policy, with Max F. Millikan, (Harper, 1957).

前田寿夫訳『後進国開発計画の諸問題――新しい国際関係への提案』（日本外政学会, 1958年）
- East-West Relations: Is Detente Possible?, with William E.Griffith, (American Enterprise Institute for Public Policy Research, 1969).
- National Energy Policy: An Interim Overview, September 12, 1977, with W. L. Fisher and H. H. Woodson, (Council on Energy Resources, University of Texas at Austin, 1977).

### 編著
- The Economics of Take-off into Sustained Growth: Proceedings of a Conference held by the International Economic Association, (Macmillan, 1963).